# ایان برایتول
ایان برایتول (انگلیسی: Ian Brightwell؛ زادهٔ ۹ آوریل ۱۹۶۸) بازیکن فوتبال اهل بریتانیا است.
از باشگاه‌هایی که در آن بازی کرده‌است می‌توان به باشگاه فوتبال استوک سیتی، باشگاه فوتبال والسال، باشگاه فوتبال مکلسفیلد تاون، باشگاه فوتبال کاونتری سیتی، باشگاه فوتبال منچستر سیتی، و باشگاه فوتبال پورت ویل اشاره کرد.
وی همچنین در تیم ملی فوتبال زیر ۲۱ سال انگلستان بازی کرده‌است.